# C-336
La C-336 era una carretera comarcal española que une las poblaciones de Monturque y Guadix por Priego de Córdoba.

## Nomenclatura
La antigua carretera C-336 pertenecía a la red de carreteras comarcales del Ministerio de Fomento. Su nombre está formado por: C, que indica que era una carretera comarcal de nivel estatal; y el 336 es el número que recibe según el orden de nomenclaturas de las carreteras comarcales, según donde comiencen, su distancia a Madrid y si son radiales o transversal respecto a la capital.

## Trazado actual
La carretera C-336 es una carretera que, lo que queda de ella, tras convertirla en la antigua carretera autonómica A-340, discurre más o menos paralelamente a esta, mayoritariamente como vía de servicio o acceso a las propiedades colindantes. Aún se conserva como travesía, atravesando núcleos urbanos como Priego de Córdoba, Alcalá la Real, Monturque, Almedinilla y Carcabuey. 

En Cabra está representada por: la calle del Junquillo, Puente del Junquillo, Plaza Vieja, Arrecife, calle Priego, carretera de la Fuente del Río-
En Priego de Córdoba está representada por las calles Avda de Granada, calle Ramón y Cajal, Avda de España y Avda de D. Niceto Alcalá Zamora.
En Alcalá la Real está representada por las Avda de Europa y Avda de Portugal, y va a ser transferida al Ayuntamiento de Alcalá la Real para integrarlas urbanísticamente en la ciudad. 
Desde Cabra (Córdoba) a Monturque (Córdoba) se construyó a partir de ella la carretera autonómica A-342.